# Kosovská pahorkatina
Kosovská pahorkatina je geomorfologický okrsek tvořící součást Brtnické vrchoviny. Pahorkatina podkovovitě lemuje Jihlavskou kotlinu na jihu a západu. Tvoří ji cordieritické ruly kolem ostrůvků žul. Plochý povrch prořezává hluboké údolí Jihlavy a nesouměrné údolí Jihlávky. V úvalových údolích se rozkládají četné rybníky. Na povrchu převažují pole, louky a malé lesíky tvořené smrkovými porosty, místy s borovicí. Na vrchu Zaječí skok se nachází vzácná květena (kapradinka skalní, oměj pestrý, udatna lesní). Vyskytují se zde stopy po dolování.